# Bernard Etté

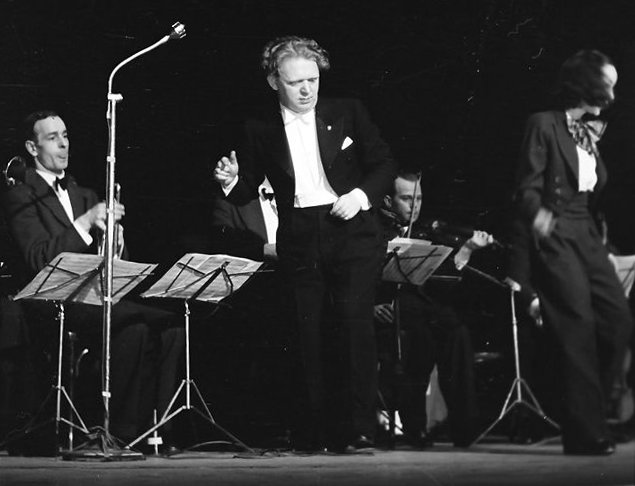
Bernard Etté (Mitte) mit seinem Orchester im Kabarett der Komiker, 1938

Bernard Etté (* 13. September 1898 in Kassel; † 26. September 1973 in Mühldorf am Inn; bürgerlich: Bernhard Ette) war ein deutscher Kapellmeister und Violinist.

## Leben und Wirken
Etté, Sohn eines Friseurs, erhielt seine musikalische Ausbildung am Louis-Spohr-Konservatorium in Kassel. Das Geld dazu verdiente er sich, indem er mit noch zwei anderen Musikanten in Kasseler Weinstuben aufspielte. Nach 1919 trat er mit seinem „Salon-Trio Etté“ im Garmischer Hotel „Alpenhof“ auf, von wo er 1923 nach Berlin an den renommierten „Alten Boston-Klub“ wegengagiert wurde. Mit der dort erweiterten Besetzung als „Jazz-Band-Kapelle“ machte er Anfang 1923 erste Plattenaufnahmen bei der Firma „Stern-Platte“ (auch Star Record) des Ernst Hesse. Danach nahm Etté ein Engagement in Albert Hausers Hotel „Reichsadler“ in München an. Von dort übertrug auch der noch junge Rundfunk erstmals seine Musik. Es folgte ein Engagement im Berliner Tanzpalast „Pavillon Mascotte“.
Mit einer sieben Mann starken Besetzung machte Etté die ersten Aufnahmen bei der Berliner Vox-Schallplatten- und Sprechmaschinen-AG, deren Hauskapelle er bis zum Zusammenbruch der Firma Ende 1928 blieb. Als „Rundfunk-Jazz-Kapelle“ war er aus dem Vox-Haus häufig auch im Radio zu hören.
Daneben gastierte er immer wieder in den ersten Häusern von Berlin wie der „Femina-Bar“ oder den Hotels „Excelsior“, „Adlon“ und „Bristol“. Neben ausgedehnten Deutschland-Tourneen bereiste Etté auch mehrfach Amerika, von wo er sich immer wieder erstklassige Musiker mitbrachte.
1927 waren Etté und sein Orchester in einigen kurzen Szenen des stummen Dokumentarfilms „Berlin – Die Sinfonie der Großstadt“ von Walther Ruttmann zu sehen. Zu Beginn der Tonfilmzeit spielte er mit seinem Orchester auch für mehrere Kurztonfilme. In einem davon interpretierte er den Boston-Schlager „Ramona“, in einem anderen wirkte der beliebte Conférencier der „Bonbonnière“ am Münchner Platzl, Adolf Gondrell, mit.
Nach 1928 nahm er für das Label „Kristall“ der Deutschen Crystalate-Gesellschaft mbH, Berlin-Reinickendorf, auf. Hier sangen Künstler wie Willy Beyler, Oskar Karlweis und Kurt Mühlhardt (als „Kurt Hardt“) die Refrains.
In der Zeit des Nationalsozialismus leitete Bernard Etté ein großes Schauorchester. Dabei beschäftigte er den Banjo-Spieler Rudi Anhang auch nach dessen Berufsverbot durch die Reichsmusikkammer weiter. Er pflegte einen eher konzertanten Jazzstil mit vielen Streichern und spielte auf dem Berliner Presseball 1935. 1937 und 1938 war Ettè mit seinem Tanz-Orchester in der „Femina-Bar“ engagiert, trat aber auch in der „Scala“ in Berlin auf. Er galt als erfolgreich und wurde mit seiner „lockeren und doch so flüssigen Form der musikalischen Darbietungen“ als „Repräsentant des deutschen Jazzes“ gefeiert.
Im August 1940 trat Etté auf einem Konzert der NSV vor Soldaten und Verwundeten auf, auf dem Stücke wie Bella Napoli und Bomben auf Engeland aufgeführt wurden. Einem erhaltenen Befehl von Rudolf Höß zufolge spielte Ettés Orchester am 27. Juli 1944 auf einer „Truppenbetreuungsveranstaltung“ für das Personal im KZ Auschwitz.
Am 6. März 1941 war allerdings die „krasse und perverse Hotmusik“ Ettés im SD-Bericht beklagt worden. Am 31. Oktober 1941 hatte Etté die Aufnahme in die NSDAP beantragt und wurde zum 1. Januar 1942 aufgenommen (Mitgliedsnummer 8.979.478).
Nach 1945 versuchte Etté in den Vereinigten Staaten von Amerika einen Neuanfang, der jedoch nicht erfolgreich war. Durch den Krieg und die sowjetische Besatzungspolitik verlor er Vermögen. Wie andere deutsche Tanzorchester-Leiter tat sich auch der einer „anderen Generation“ entstammende Etté anfangs schwer mit der US-amerikanisch beeinflussten musikalischen Ausrichtung der für die Engagementvergabe bedeutsamen Clubs (im Volksmund: „Ami-Clubs“).
1947 hatte sich Ette wegen Mitgliedschaft in der NSDAP vor der Berliner Entnazifizierungskammer für Kulturschaffende zu verantworten. Etté war überdies ein Jagdfreund Hermann Görings.
Ende der 1940er Jahre widmete sich Etté der Unterhaltung von Kurgästen auf sogenannten „Bädertourneen“, beispielsweise auf der ostfriesischen Insel Norderney. Anfang der 1950er-Jahre bestand nach mehreren Personalwechseln noch einmal für kürzere Zeit eine Band-Formation mit moderner orientierten Swing-Stilisten, mit dem späteren Südfunktanzorchester-Tenoristen und -Flötisten Manfred Hoffbauer, dem Altsaxophon- und Klarinetten-Satzführer Herbert Wellsandt und dem US-Club-erfahrenen Pianisten/Akkordeonisten Rolf Vögel (Völge). Die Band trat unter anderem im Gebiet von Rhein und Mosel auf.
In Häusern wie der Stuttgarter Oper, dem Baden-Badener Kurhaus oder den Kölner Blatzheim-Betrieben begleitete das Orchester debütierende und etablierte Vokalistinnen im Schlager- oder Operettenbereich wie Lonny Kellner(-Frankenfeld), Magda Schneider und die Chansonette Gabriele Leval, Ettés fünfte Ehefrau. Daneben erlebte das Publikum Darbietungen von Big-Band-Klassikern, beispielsweise den Trumpet Blues Harry James’, Dobs(chinskis) Boogie, aber ebenso dem Zeitgeschmack angepasste Orchesterarrangements deutscher Evergreens wie Rose vom Wörthersee, Was eine Frau im Frühling träumt, Wenn der weiße Flieder wieder blüht … von Walter Kollo oder Franz Doelle. Bereits vor und während des Zweiten Weltkriegs hatte die Interpretation von Film- und Unterhaltungsschlagern eine Domäne seines Orchesters gebildet. So umfasste auch das neue Repertoire Tangos wie Olé Guapa etc.
Das im Laufe der 1950er-Jahre nach und nach personell reduzierte Ensemble trat Frühjahr 1957 auch in Leipzig in der DDR auf. Gegen Ende der 1950er Jahre endeten die Auftritte Ettés. Seinen Lebensabend verbrachte er in einem süddeutschen Seniorenheim.
In den 1980er Jahren erfolgten Wiederauflagen von Aufnahmen deutscher Tanzorchester in Form von Doppel-LPs. Später wurden von Sammlern weitere Aufnahmen zusammengetragen und auf CD herausgebracht, wie eine Kompilation mit repräsentativen Etté-Aufnahmen aus den Jahren 1931 bis 1942. Daneben existiert eine Etté-Bio-Discography von Rainer E. Lotz und H. J. P. Bergmeier (1995).

## Filmografie
- 1927: Berlin. Die Sinfonie der Grosstadt
- 1928: Die Kapelle Etté spielt den Ramona [Kurz-Tonfilm]
- 1929: Bernard Etté spielt zu einer Tanztee-Szene [Kurz-Tonfilm]
- 1932: Kitty schwindelt sich ins Glück
- 1933: Zum Fünfuhr-Tee spielt Bernard Etté bei Adolf Gondrell [Kurz-Tonfilm]
- 1933: Aafa-Seifenblasen I [Kurz-Tonfilm]
- 1936: Rosen und Liebe
- 1936: Du bist so schön, Berlinerin